# Un Noël sous hypnose
 (août 2025).
Si vous disposez d'ouvrages ou d'articles de référence ou si vous connaissez des sites web de qualité traitant du thème abordé ici, merci de compléter l'article en donnant les références utiles à sa vérifiabilité et en les liant à la section « Notes et références ».
Un Noël sous hypnose est un double épisode de la série télévisée d'animation Les Simpson. Il s'agit du dixième et onzième épisode de la trente-sixième saison et du 778e et 779e de la série.

## Synopsis
Tout semble aller de travers, depuis que le mentaliste britannique Derren Brown est arrivé à Springfield. Homer se fait hypnotiser et se prend pour le Père Noël, provoquant une réaction en chaîne dans toute la ville.

## Réception
Lors de sa première diffusion, l'épisode a attiré ?million de téléspectateurs.